# 許廷桂 (總兵)
許廷桂（1752年—1809年），字偉臣，號鼎齋。祖許大猷，任廣東副將。父許德，任浙江黃巖總兵官，卒於澎湖，返葬廈門，因寄籍焉。
由行伍擢千總。乾隆中，從征臺灣，累遷海門營參將。林國良死後，護理左翼鎮總兵。嘉慶十四年（1809），殲擊海盜總兵寶，並包圍海盜餘黨。張保仔率大隊來援。許廷桂寡不敵眾而亡。賜卹，予雲騎尉世職。

## 文物
- 钦赐祭葬石坊表，1982年由厦门市政府公布为第二批市级文物保护单位。[3]